# Vanadato de bismuto
Vanadato de bismuto é um composto inorgânico de fórmula química BiVO4 e de coloração amarela vívida. É representante dos compostos de "pigmentos coloridos de compostos inorgânicos" ou CICPs. Especificamente o vanadato de bismuto é um óxido duplo de bismuto e vanádio. Vanadato de bismuto é também conhecido através do índice internacional de cores como pigmento amarelo C.I. 184. Sua ocorrência natural é dada pelo mineral raro pucherite - grafia inglesa.

## História e utilização
Vanadato de bismuto é um pó amarelo brilhante e pode apresentar uma ligeira coloração verde. Quando usado como um pigmento que contém um elevada pureza de cor. Na natureza, o vanadato de bismuto pode ser encontrado como mineral pucherite, clinobisvanite, e deyerite (grafia inglesa) dependendo do polimorfo em particular formado. Sua síntese foi registrado pela primeira vez em uma patente farmacêutica em 1924 e começou a ser usado facilmente como um pigmento em meados dos anos 1980. Hoje ele é fabricado em todo o mundo para uso de pigmentos. Fornecedores incluem Heubach cores, Heucotech, DCC, a BASF ea Cappelle.

## Propriedades
A maioria dos pigmentos vanadato de bismuto comercial agora são baseados em vanadato de bismuto puro com estrutura monoclínica (clinobisvanite) ou tetragonal (deyerite) que nos últimos dois sistemas de fase envolvendo uma relação de 4:3 entre vanadato de bismuto e molibdato de bismuto (Bi2MoO6) têm sido utilizados.

## Produção
Enquanto a maioria dos CICPs são formados exclusivamente por meio de estado sólido, de alta temperatura de calcinação, o vanadato de bismuto pode ser formado a partir de uma série de reações de precipitação de pH controlado (importante notar que estas reações podem ser realizadas com ou sem a presença de molibdênio, dependendo do estado final desejado). Também é possível começar com os óxidos (Bi2O3 e V2O5) e realizar uma calcinação de alta temperatura para alcançar um produto puro.